# 猪熊浅麻呂
猪熊 浅麻呂（いのくま あさまろ、1870年6月19日（明治3年5月21日） - 1945年（昭和20年）5月1日）は明治から昭和時代前期の有職故実研究家。

## 経略
京都府生まれ。猪熊夏樹の長男。父と飯田武郷に国学を、叔父の北小路随光や山科言縄らに有職故実を学ぶ。京都帝大講師などを経て、1912年（大正元年）に香川県白鳥神社社司、1914年（大正3年）に京都帝室博物館嘱託を務める。神社祭典などの考証・保存につとめた。また、有職故実の研究家として登極令制定や大正・昭和の即位大典の考証、賀茂神社の賀茂祭、石清水八幡宮の石清水祭、春日大社の春日祭の三勅祭の指導保存などに当たった。
子に猪熊兼幹、猪熊兼繁、孫に猪熊兼年、猪熊兼勝、曾孫に猪熊兼樹。

## 著作
- 旧儀装飾十六式図譜（1903年）